# Тамминен, Матиас
Матиас Тамминен (фин. Matias Tamminen; род. 21 ноября 2001, Котка, Южная Финляндия) — финский футболист, нападающий шведского «Эстера».

## Клубная карьера
Является воспитанником клуба КТП из его родного города. В мае 2018 года впервые сыграл за основной состав клуба в матче Юккёнена против «Клуби-04», выйдя на замену на 87-й минуте. Также выступал на правах аренды за клубы «МюПа-47» и «ХаПК».
В начале 2019 года перешёл в «РоПС». В его составе 3 апреля дебютировал в чемпионате Финляндии в матче с «КуПС». Первый гол забил 4 августа в ворота «Ильвес». Параллельно с выступлениями за основную команду играл за вторую команду клуба в третьем дивизионе. За два сезона в «РоПС» принял участие в 46 матчах во всех турнирах, в которых забил 7 мячей.
17 декабря 2020 года перешёл в «Интер» из Турку, с которым подписал контракт, рассчитанный на три года. Сезон 2021 года на правах аренды провёл в КТП. Первую игру за основной состав «Интера» провёл 28 января 2022 года в Кубки лиги против ХИФК. По итогам турнира клуб дошёл до финала, где уступил «Хонка». 2 апреля дебютировал за клуб в чемпионате Финляндии в матче с «КуПС». Вместе с командой дважды доходил до финала кубка Финляндии и становился победителем кубка Лиги в 2024 году.
18 декабря 2024 года перешёл в шведский «Эстер».

## Достижения
Интер Турку
- Победитель Кубка лиги Финляндии: 2024
- Финалист Кубка лиги Финляндии: 2024
- Финалист Кубка Финляндии: 2022, 2024